# Santa Maria de Itabira
Santa Maria de Itabira là một đô thị thuộc bang Minas Gerais, Brasil. Đô thị này có diện tích 509,698 km², dân số năm 2007 là 10445 người, mật độ 20,2 người/km².